# Колония и протекторат Нигерия
Колония и протекторат Нигерия — владение Великобритании в Западной Африке, существовавшее в 1914 — 1960 годах.

## История
В 1914 году Северная Нигерия и Южная Нигерия, в связи с началом Первой мировой войны и ростом международной напряжённости, были объединены и образовали колонию Британская Нигерия. Во время Камерунской кампании территория колонии использовалась англичанами как военная база.
Британская Нигерия была богата полезными ископаемыми и имела высокую плотность населения, благодаря чему она стала одной из самых экономически выгодных колоний Великобритании. Нигерия была страной, которую наименее затронула Великая депрессия, что объяснялось её высокой экономикой.
Во время Второй мировой войны экономика страны продолжала активно развиваться, так как боевых действий на её территории не велось и реальную опасность могли представлять лишь подводные лодки.
Богатство полезными ископаемыми решило дальнейшую судьбу колонии. Благодаря Фредерику Лугуарду, Нигерия была первой страной Африки, в которой колониальные власти осуществляли управление косвенно. В 1954 году она стала Федерацией Нигерия, а в 1960 году окончательно обрела независимость.